# GS타워
GS타워(영어: GS Tower), GS강남타워(영어: GS Gangnam Tower)(舊 LG강남타워)는 지상 38층, 173m로 구성되며 대한민국 서울특별시 강남구 역삼동에 위치한 건축물이다. 1994년에 착공하여 1999년에 완공하였고 옥탑 4층, 지상 38층, 지하 6층이 있으며 173m가 높고 내부 시설에는 사무실들이 입주하였다.

## 역사
1994년 6월에 기본설계가 발주하였고 1994년 8월에도 발주하였고 1994년 12월에 착공 신고를 받고 기존 건물을 철거하였다. 1994년 12월 21일에 착공하여 1999년 9월 30일에 완공하였다. 2005년 3월에 LG강남타워를 GS타워로 명칭을 변경했다. 2007년에 GS타워에 UCC 존(UCC ZONE)을 설치했다. 2011년 6월에 화재에 안전한 우수건물으로 선정되었다.

## 건축
건축주로부터 서울 강남 오피스지구에 랜드마크적 건물(Landmark building) 디자인을 의뢰 받았고 따라서 이 프로젝트의 이미지는 매우 중요하게 부각되었다. 건축심의 위원회로부터 이 외형에 대한 검토를 요구받았고 서측 입면이 어떻게 변화될수 있는지를 설명하기 위하여 3가지 안이 제출되었다. 결론적으로 상부의 경사와 그것을 보완하는 곡선으로 정돈된 원안이 나머지 대안인 대안A 대안C 보다 더욱 세련된 해결이었다. 서울의 스카이라인에 인상적인 면을 더하는 이 원만하고 일관성 있는 입면은 시간이 지남에 따라 명백하게 나타난다.

## 특징

### 디테일
형태는 그것의 구조에서 반복된다. 이 두 가지의 주된 주제는 프로젝트 전체를 통하여 그리고 그 디테일에 의해 성취된다. 평면의 주기둥의 형태는 건물 상부의 형태와 유사하고 로비 부분의 강조된 기둥형태 역시 상부형태에 의해서 정의된다. 또한 일련의 부기둥들은 건물표면에 음영과 질감을 더하기 위하여 디자인되었다. 이러한 디자인의 일관성은 인테리어와 하드웨어에까지 지속된다. 입면의 곡선은 코어의 동쪽부분에서 그리고 가든월에서 반복된다.

### 형태와 그 구조
본 건물은 그것의 형태와 그 구조의 병치에 의해서 구성된다. 이 두 가지 주된 주제는 프로젝트 전체를 통하여 나타나고 최종적으로 그 디테일에 의해 성취된다. 서울의 스카이라인 안에서 공간감을 향상시키고 독특한 이미지를 창조하기 위하여 수직적으로 건물의 형태와 구조 모두가 변화된다. 타워부분은 서측이 가장 좁은 입면을 가진 동서방향으로 긴 장방형으로서 그 좁은 서측면에 주출입구가 위치한다. 주 건물은 녹색유리와 화강석이 조합된 형태로서 건물 중간부분의 두 개층 높이의 후퇴된 면에 의해 비대칭적인 세 부분으로 나뉜다. 이것의 상부와 하부는 노출된 스테인레스 스틸의 ‘구조적’기둥에 의해서 하나로 연결되며 이 기둥들은 건물 중간의 후퇴된 면 위쪽에서 부재단면이 작아지면서 사라져서 상부의 형태가 나타날 수 있게 한다. 상부는 들려진 최고점에서 절정에 도달하는 서측으로 경사진 삼각형 형태이며 이와 대조적으로 저층부는 안쪽으로 휘어진 길고 여운을 남기는 형태이다. 이러한 입구의 느낌과 자태는 보행자들을 로비로 끌어들인다. 이런 미묘하고 우아한 곡선은 보행자가 올려봄으로써 나타나는 반면 상부의 경사면은 멀리서 더 잘 인지된다. 건물의 상부형태는 단순한 형태성의 표출보다는 제반여건 아래 많은 업무공간을 확보하기 위하여 정교하게 만들어진 형태이다.

### 빛
형태는 그림자에 의해 명확해지고, 구조는 빛에 의해 강조된다.
서측면과 대조적으로 동측면은 지반으로부터 건물을 지지하는 거대한 기둥역할을 하는 노출된 코어를 중심으로 디자인되었다. 이 코어의 외장은 노출기둥과 동일하게 ‘리넨으로 마감(linen finished)’된 스테인레스 스틸로 되어 있으며, 이 재료는 궤도를 따라 움직이는 태양 빛을 머금은 듯한 부드러운 질감을 가질 것이다. 그리고 건물 상층부와 그 상층부의 형태와 같이 서측을 향해 넓은 각을 가진 기둥은 건물에 석양빛이 드리울 때 조화롭게 나타날 것이다. 곡선으로 된 저층부 또한 그 표면에 빛이 경사지어 비춰질 때 보다 부드럽고 미묘해 보일 것이다.
2층이 1층인 건물이다. 주차장에 차를 세우고 주차장전용 셔틀 엘리베이터를 탔을 때 무심코 1층 버튼을 누른다. 사무실에서 로비로 내려오는 엘리베이터 안에서 1층 버튼을 찾기 위해 두리번 거린다. 현관을 통해 드나드는 곳, 또는 지하주차장용 셔틀 엘리베이터의 최상층을 1층이라 부르는 것이 통상적인 관념이라면 이 건물은 2층이 1층인 셈이다.

## 내부 시설
다음은 GS타워의 내부 시설이다.
| 층수   | 시설                                                   |
| ------ | ------------------------------------------------------ |
| 36~38  | GS에너지                                               |
| 26~35  | GS칼텍스                                               |
| 25     | 공용회의실                                             |
| 24     | KB손해보험                                             |
| 23     | (주)GS                                                 |
| 22     | GS ENR                                                 |
| 21     | GS칼텍스                                               |
| 19, 20 | GS리테일                                               |
| 18     | GS리테일 / GS넷비전                                    |
| 17     | GS리테일                                               |
| 16     | GS리테일                                               |
| 15     | GS파워                                                 |
| 14     | GS EPS                                                 |
| 13     | 아마존                                                 |
| 12     | 브리지스톤타이어세일즈코리아 / 아마존                  |
| 11     | PRA Health Sciences                                    |
| 10     | GS글로벌                                               |
| 9      | GS글로벌/GS엔텍                                        |
| 7, 8   | Ericsson-LG                                            |
| 6      | 우리은행 / NH투자증권 / 레드캡렌터카                   |
| 5      | LG아트센터                                             |
| 3, 4   | GS                                                     |
| 2      | 로비 / 신한은행                                        |
| 1      | 상가 / 아모리스홀 / UCC ZONE                           |
| B1     | 전문식당 / 아케이드 / 지하철연결통로                   |
| B2     | 고객주차장 / 사원식당 / 이발소 / 샤워장 / 빌딩운영센터 |
| B3     | 고객주차장 / 차량관리실                                |
| B4     | 입주사주차장 / 차량관리실                              |
| B5     | 입주사주차장 / 차량관리실 / 메일센터                   |
| B6     | 전기실 / 기계실                                        |

## 수상작
- 1995년 12월 - GS타워 "Excellence Engineering Award" 수상 (미국공조기술협회)
- 1997년 12월 - LG아트센터 "Excellence Engineering Award" 수상 (미국공조기술협회)
- 2000년 5월 - 서울시 건축상 수상 (서울특별시)
- 2001년 2월 - LG아트센터 '올해의 극장 선정' (미국공조기술협회)
- 2002년 2월 - LG아트센터 '올해의 극장 선정' (사) 한국FM학회)
- 2002년 2월 - 한국서비스 품질 우수빌딩 관리 인증 (산업자원부)
- 2004년 2월 - 한국서비스 품질 우수빌딩 관리 인증 (산업자원부)
- 2006년 2월 - 한국서비스 품질 우수빌딩 관리 인증 (산업자원부)
- 2006년 11월 - 우수설비상 (대한설비공학회)
- 2007년 9월 - 강남구청 "아름다운 건축상" 수상 (강남구청)
- 2007년 10월 - 서울시 "건축상" (야간 경관 장려상) 수상 (서울시청)

## 대중문화
- 2015년 어린이 드라마 - 출동 케이캅
- 2017년 GMA 일일연속극 - 한국인 자기야
- 2019년 영화 - 내안의 그놈

## 교통

### 지하철
- ● 서울 지하철 2호선 - 역삼역

### 버스
- 진아교통 : 147번

## 같이 보기
- GS그룹
- 대한민국의 마천루 목록
- 서울특별시의 마천루 목록
- 서울 강남구의 마천루 목록